# Clayton (New York)
Clayton è un comune degli Stati Uniti d'America, situato nello Stato di New York, nella contea di Jefferson.

## Monumenti e luoghi d'interesse
- Casa del Capitano Simon Johnston